# Online Film Critics Society
Ne doit pas être confondu avec Online Film and Television Association.
L’Online Film Critics Society (OFCS) est une association américaine de critiques de cinéma, de journalistes et d'historiens qui publient des entrevues et commentaires sur internet à propos de films. Elle a été fondée en 1997. 
Ses membres viennent du monde entier et incluent des journalistes de sites internet spécialisés dans le domaine de la critique de films, comme Internet Movie Database, TV Guide, Apollo Guide, DVD Savant, eFilmCritic.com, TheMovingArts.com, FilmCritic.com, FilmFocus, Film Threat, ''Salon.com et Slant Magazine.
Elle remet chaque année les Online Film Critics Society Awards (OFCS Awards), qui récompensent les meilleurs films de l'année.

## Historique
Fondée en 1997, l'Online Film Critics Society est une association professionnelle de journalistes de cinéma, d'universitaires et d'historiens qui publient leurs commentaires, interviews et essais, exclusivement ou principalement dans les médias en ligne. La mission de l'OFCS est de favoriser la croissance d'un film en informant le public à travers les médias en ligne et de promouvoir Internet comme un média de substitution viable.

## Admission
L'admission est ouverte aux auteurs qui sont affiliés à un magazine en ligne, à un service d'information ou à un service d'archives. Les membres sont tenus de voter pour la fin de l'année et d'afficher leurs commentaires au site Web d'OFCS. Il n'y a aucuns frais d'adhésion, elle est ouverte aux écrivains qui travaillent dans toutes les langues et pour la publication de n'importe quel pays dans le monde.

## Catégories de récompense
- Meilleur film
- Meilleur réalisateur
- Meilleur acteur
- Meilleure actrice
- Meilleur acteur dans un second rôle
- Meilleure actrice dans un second rôle
- Meilleure bande-annonce de film
- Meilleur scénario original
- Meilleur scénario adapté
- Meilleure conception de costumes
- Meilleure musique, chanson originale
- Meilleure photographie
- Meilleur montage
- Meilleur film en langue étrangère
- Meilleur film d'animation
- Meilleur film documentaire
- Révélation de l'année

### Liens  externes
- (en) Site officiel
- Ressource relative à l'audiovisuel :   - IMDb